# 張佐緒里
張佐緖里（韓語：장 사오리；1981年5月19日—），漢字名稱張恩珠（장은주）是一位在日韓國藝人，她在日本出生。
張佐緒里本名武田 佐緖里（たけだ さおり），於日本愛知縣名古屋出世，雙親都是在日韓國人的第三代，但仍然有韓國國籍。2007年在韓國KBS電視台的一個清談節目《美女们的唠叨》中出席，並討論到她的國籍，之後佐緒里被東亞日報記者問及此事，佐緒里表示自己有韓國國籍。
2008年3月，佐緒里獲得面試的機會，並於同年5月14日發表她的首張專輯《Happy Virus》。

## 作品列表

### 專輯
- 2008年（1집）：사오리밴드《Happy Virus》

## 主要放送活動
- KBS《미녀들의 수다》
- MBC《놀러와》
- TVN《위대한 캣츠비》
- MBC《일요일 일요일밤에-우리 결혼했어요》
- KBS JOY《연예의발견 뻔뻔한TV》- 메인 MC
- MBC《찾아라 맛있는TV》
- MBC《지피지기》
- MBC《도전 예의제왕》
- SBS《놀라운 대회 스타킹》
- SBS《솔로몬의 선택》
- SBS《진실게임》
- SBS《퀴즈 육감대결》
- MBC 에브리원《삼색녀 토크쇼》

## 參看
- 其他在日韓裔藝人：
  - ICONIQ
  - 成膳任（朝鲜语：성선임）
  - 柳水永
  - 金智順（朝鲜语：김지순 (배우)）
  - VERBAL（朝鲜语：류영기）
  - Crystal Kay

## 外部連結
- 사오리, 차별받아도 귀화 생각해 본적 없다
- 장 사오리 공식 카페 （页面存档备份，存于）